# Sasunaga
Sasunaga is een geslacht van vlinders van de familie Uilen (Noctuidae), uit de onderfamilie Hadeninae.

## Soorten
- S. annularis Kobes, 1983
- S. apiciplaga Warren, 1912
- S. basiplaga Warren, 1912
- S. interrupta Warren, 1912
- S. leucorina Hampson, 1908
- S. longiplaga Warren, 1912
- S. oenistis Hampson, 1908
- S. tenebrosa Moore, 1867
- S. tomaniiviensis Robinson, 1975